# Peine de mort au Guatemala
La peine de mort au Guatemala est une peine légale, et est exécutée par injection létale et, dans une moindre mesure, par le peloton d'exécution. Elle n'existe que dans les codes de justice militaires, et a été abolie pour les infractions civiles en octobre 2017.
En avril 2017, cinq exécutions avaient eu lieu depuis 1983 ; toutes ont été retransmises en direct à la télévision. Les dernières exécutions ont eu lieu le 29 juin 2000, lorsque les ravisseurs et meurtriers Amilcar Cetino Perez et Tomas Cerrate Hernandez ont été exécutés par injection létale en direct à la télévision.
De 2005 à 2012, les peines des 54 condamnés à mort ont été commuées en peines de prison à vie. Il n'y a actuellement aucun détenu dans le couloir de la mort au Guatemala.
Le Guatemala a voté en faveur du moratoire des Nations unies sur la peine de mort (en) en 2007, 2010, 2012, 2014 et 2016. Le pays s'est abstenu de voter en 2008.
En 2017, le Guatemala a aboli la peine de mort pour les crimes civils. Actuellement, la peine de mort ne peut être appliquée qu'en temps de guerre.
L'actuel président du Guatemala, Alejandro Giammattei, soutient la peine de mort. Jimmy Morales, président de 2015 à 2019, a également exprimé son soutien à la peine de mort.

## Exécutions depuis1983
|   | Personne exécutée             | Date d'exécution  | Crime                                                        | Méthode             | Sous la présidence |
| - | ----------------------------- | ----------------- | ------------------------------------------------------------ | ------------------- | ------------------ |
| 1 | Pedro Castillo (en)           | 13 septembre 1996 | Enlèvement, viol et meurtre d'une fillette de 4 ans          | peloton d'exécution | Álvaro Arzú        |
| 2 | Roberto Girón (en)            | 13 septembre 1996 | Enlèvement, viol et meurtre d'une fillette de 4 ans          | peloton d'exécution | Álvaro Arzú        |
| 3 | Manuel Martínez Coronado (en) | 10 février 1998   | Meurtre de sept membres d'une même famille                   | injection létale    | Álvaro Arzú        |
| 4 | Amilcar Cetino Perez (en)     | 29 juin 2000      | Enlèvement et meurtre de la femme d'affaires Isabel de Botra | injection létale    | Alfonso Portillo   |
| 5 | Tomas Cerrate Hernandez (en)  | 29 juin 2000      | Enlèvement et meurtre de la femme d'affaires Isabel de Botra | injection létale    | Alfonso Portillo   |